# Amtsgericht Märkisch Friedland
Das Amtsgericht Märkisch Friedland war ein preußisches Amtsgericht mit Sitz in Märkisch Friedland.

## Geschichte
Das königlich preußische Amtsgericht Märkisch Friedland wurde mit Wirkung zum 1. Oktober  1879 als eines von 13 Amtsgerichten im Bezirk des Landgerichtes Schneidemühl im Bezirk des Oberlandesgerichtes Marienwerder gebildet. Der Sitz des Gerichtes war Märkisch Friedland. Sein Gerichtsbezirk umfasste aus dem Kreis Deutsch-Krone den Stadtbezirk Märkisch-Friedland, die Amtsbezirke Schloß Märkisch-Friedland, Polnisch-Fuhlbeck, Hoffstädt und Petznick sowie den Amtsbezirk Marzdorf ohne den Gemeindebezirk Lubsdorf. Am Gericht bestand 1880 eine Richterstelle. Das Amtsgericht war damit ein kleines Amtsgericht im Landgerichtsbezirk.
Im Jahre 1945 wurde der Amtsgerichtsbezirk unter polnische Verwaltung gestellt, und die deutschen Einwohner wurden vertrieben. Damit endete auch die Geschichte des Amtsgerichtes Märkisch Friedland.